# Малий Тюнтер
Малий Тюнте́р (рос. Малый Тюнтерь, марій. Тӱнтер) — присілок у складі Марі-Турецького району Марій Ел, Росія. Входить до складу Марійського сільського поселення.
Стара назва — Тюнтер.

## Населення
Населення — 65 осіб (2010; 80 у 2002).
Національний склад (станом на 2002 рік):
- татари — 99 %